# Krawędź tkaniny
Krawędź tkaniny – linia utworzona przez ostatni wprowadzony do przesmyku wątek, dosunięty do poprzednich. Tworzy się w ten sposób element tkaniny.
Tkanina jest tworzona z kolejno budowanych, w opisany powyżej sposób, elementów. Wątek jest wprowadzany do przesmyku w pewnej odległości od utworzonej już tkaniny, następnie jest przez bidło dosuwany i dociskany (dobijany) do poprzednich wątków. W tym samym czasie cała utworzona już tkanina jest pociągana o grubość wątku i nawijana na wałek tkaninowy. Tak więc krawędź tkaniny znajduje się zawsze w tym samym miejscu w stosunku do wszystkich elementów krosna i jest tworzona przez kolejno wprowadzane i dobijane wątki.